# Галли-Курчи, Амелита
Амелита Галли-Курчи (итал. Amelita Galli-Curci, урождённая Амелита Галли; 18 ноября 1882, Милан, Королевство Италия — 26 ноября 1963, Ла-Хойя, США) — итальянская оперная певица (колоратурное сопрано).

## Биография
Родилась в состоятельной семье. В детстве и юности обучалась игре на фортепиано, окончила Миланскую консерваторию как пианистка. Вокалу училась самостоятельно.
Дебют певицы в опере состоялся в 1906 году в партии Джильды в «Риголетто» Верди. До 1916 года пела на разных сценах в Европе и Америке. В 1916—1924 годах была солисткой Чикагской оперы. В 1921 году поступила в труппу «Метрополитен Опера» (Нью-Йорк). С 1930 года прекратила выступать как оперная певица, но продолжала активно концертировать ещё семь лет.
Галли-Курчи обладала образцовым колоратурным сопрано, славилась способностью с лёгкостью и изяществом исполнять произведения высокой сложности. Сохранились многочисленные записи классических арий («Лючия ди Ламмермур», «Севильский цирюльник», «Травиата», «Риголетто», «Лакме» и другие).
Двойную фамилию Галли-Курчи носила с 1908 года, когда в первый раз вышла замуж (её мужем стал маркиз Луиджи Курчи).
В 1936 году Галли-Курчи пела в роли Мими в «Богеме» в Чикаго после операции на горле. Именно тогда стало ясно, что она уже не могла быть певицей, и после нескольких концертов Галли-Курчи решила окончательно уйти со сцены, поселившись в Ла-Хойе в Калифорнии.
Галли-Курчи записала несколько фонографических записей для лейбла Victor Talking Machine Company и среди них секстет Лючии ди Ламмермур с Энрико Карузо, Минни Эгенер и Джузеппе Де Лука